# Héctor Ríos Ereñú
Héctor Luis Ríos Ereñú (Rosario, 19 de octubre de 1930-Buenos Aires, 20 de junio de 2017) fue un militar argentino con el grado de teniente general. Fue jefe del Estado Mayor General del Ejército (JEMGE) desde el 4 de marzo de 1985 hasta su relevo el 22 de abril de 1987.

## Carrera

### Inicios
Luego de haber finalizado sus estudios secundarios, en 1948, Ríos Ereñú ingresó al Colegio Militar de la Nación. Egresó de la formación militar en 1951 con la jerarquía de subteniente, especializado en infantería. Realizaría el Curso de Oficial de Estado Mayor en la Escuela Superior de Guerra, donde se graduó.

### Proceso de Reorganización Nacional
Cuando en 1976 aconteció el golpe de Estado encabezado por el Jorge Rafael Videla, el brigadier general Orlando Ramón Agosti y el almirante Emilio Eduardo Massera contra el Gobierno constitucional de María Estela Martínez de Perón, Ríos Ereñú ostentaba la jerarquía de teniente coronel. Estuvo al frente del Regimiento de Infantería de Monte 28 en Tartagal, Provincia de Salta. Durante ese período se lo acusó de la desaparición de personas.

### Titular del Ejército

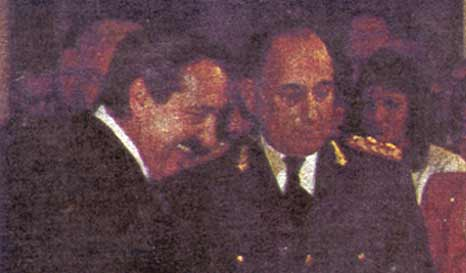
Raúl Alfonsín junto a Ríos Ereñú.

Luego de que su predecesor, el general de división Ricardo Pianta, fuera pasado a retiro por el ministro de Defensa por no poder controlar a sus subordinados, se designó a Ríos Ereñú como jefe del Ejército Argentino el 4 de marzo de 1985.
En su primer discurso como jefe del Ejército, hizo referencia a que las fuerzas militares deben estar subordinadas al poder civil y afirmó que el país dejaba atrás una etapa dolorosa. Aprobó que se creara la CONADEP, que se llevara adelante el Juicio a las Juntas Militares de Gobierno y la aplicación del principio de obediencia debida.
En sus días como jefe del Ejército se destacaron episodios de turbulencia como una visita que realizó Alfonsín el 19 de mayo de 1986 al III Cuerpo de Ejército en Córdoba, en la cual la policía de esa provincia detectó un artefacto explosivo en una parte del recorrido que el presidente debía realizar. Ante esta situación, Ríos Ereñú solo atinó a decir que «el artefacto explosivo carecía de detonador», dejando de lado la gravedad de la situación en la cual la vida del presidente pudo haber corrido serios riesgos.
En septiembre del mismo año por orden del presidente, fue pasado a retiro del servicio activo el comandante del II Cuerpo de Ejército Jorge Eduardo Gorleri, quien se había apersonado en el Ministerio de Defensa para manifestar que no iba permitir que ninguno de sus subordinados fuera juzgado por la represión ilegal desatada en Argentina. Ríos Ereñú designó a Ernesto Alais en reemplazo de Gorleri. Alais era cuñado del general de división Guillermo Suárez Mason y hermano de un integrante de la Alianza Anticomunista Argentina, además en el acto de asunción del nuevo comandante del II Cuerpo de Ejército, Ríos Ereñú resaltó los valores de la «lucha antisubversiva».
La relación entre Ríos Ereñú y Alfonsín fue muy buena en comparación con la de los dos anteriores jefes, se logró una continuidad y una estabilidad que ni Jorge Arguindegui, ni Ricardo Pianta habían logrado conseguir.

### Sublevación carapintada y pase a retiro
Sin embargo, en la Semana Santa de 1987 un grupo de militares, cuyo principal referente era el teniente coronel Aldo Rico, se sublevó contra el gobierno y pidió la suspensión de los juicios contra integrantes de las fuerzas armadas y de seguridad por los crímenes cometidos durante el Proceso de Reorganización Nacional. Si bien los insurrectos depusieron su actitud, consiguieron la sanción de las leyes de Obediencia Debida y el pase a retiro de Ríos Ereñú. Alfonsín también determinó que pasarían a retiro doce generales más.
El lugar que dejó vacante el general de división Ríos Ereñú, fue ocupado por el teniente general José Segundo Dante Caridi el miércoles 22 de abril de 1987.
Fue promovido el 2 de diciembre de 1987 a teniente general con fecha retroactiva al 31 de diciembre de 1986.

## Enjuiciamiento
Está en prisión preventiva por crímenes de lesa humanidad cometidos durante el Proceso de Reorganización Nacional, debido a su debilitado estado de salud se encuentra en detención domiciliaria.
El 20 de diciembre de 2013, en el marco de una megacausa por 34 crímenes de lesa humanidad en la provincia de Salta a partir de 1975, fue condenado a prisión perpetua por el delito de homicidio culposo agravado por alevosía en perjuicio del médico Pedro Urueña y el gremialista René Santillán, hechos ocurridos en Tartagal y General Mosconi.